# Augustinus Terwesten
Augustinus Terwesten o Augustin Terwesten (L'Aia, 4 maggio 1649 – Berlino, 21 gennaio 1711) è stato un pittore, disegnatore e incisore olandese del secolo d'oro.

## Biografia

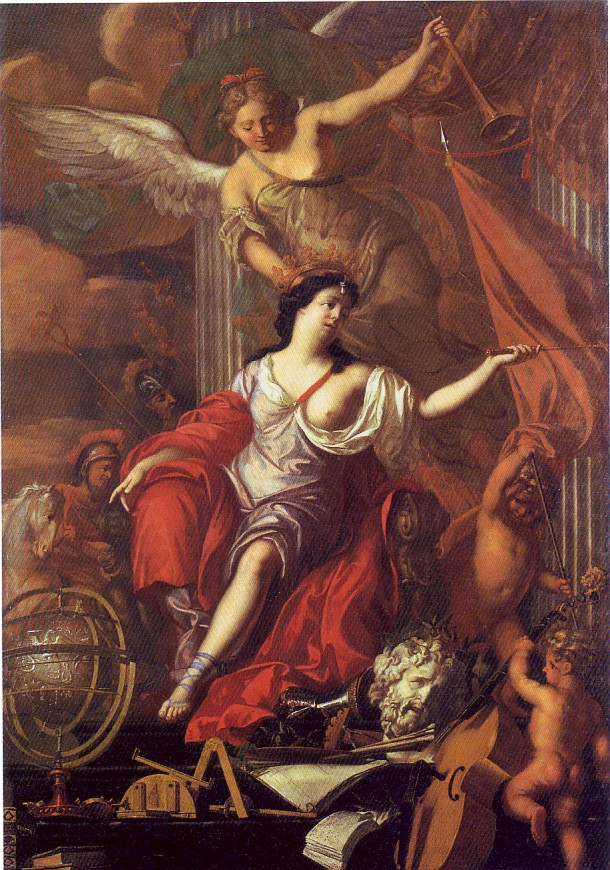
Europa (1694)

Augustinus Terwesten nacque a L'Aia il 4 maggio 1649. Senza l'aiuto di un insegnante, Terwesten fece sufficienti progressi in disegno da poter essere impiegato presso un orefice come cesellatore d'oro ed argento fino ai vent'anni, finché non decise di dedicarsi alla pittura.
Fu inizialmente allievo di Nicolaes Wieling, un pittori di soggetti storici, presso cui rimase due anni. Quando questi divenne pittore di corte di Federico Guglielmo, elettore di Brandeburgo, Terwesten proseguì i suoi studi presso Willem Doudijns (1630-1697), anch'egli noto pittore di soggetti storici.
Successivamente viaggiò in Germania ed Italia. Trascorse tre anni a Roma, dal 1675 al 1677, come testimoniato da disegni firmati di soggetti romani, studiando e copiando le migliori opere d'arte della capitale e trovando sufficiente lavoro da potersi mantenere in Italia per circa quattro anni. A Roma aderì alla Schildersbent con il soprannome di Patrijs.
Dopo un periodo di permanenza a Venezia, dove studiò le opere di Tiziano e del Tintoretto, e a Firenze, nel 1678 ritornò a L'Aia passando per la Francia e l'Inghilterra. Nel 1682 fondò l'Accademia dell'Aia assieme a Willem Doudijns, Theodor van der Schuer (1628–1707), Daniel Mijtens II e Robbert Duval. Questa istituzione offriva agli artisti la possibilità di eseguire disegni da modelli dal vero alcune sere la settimana.

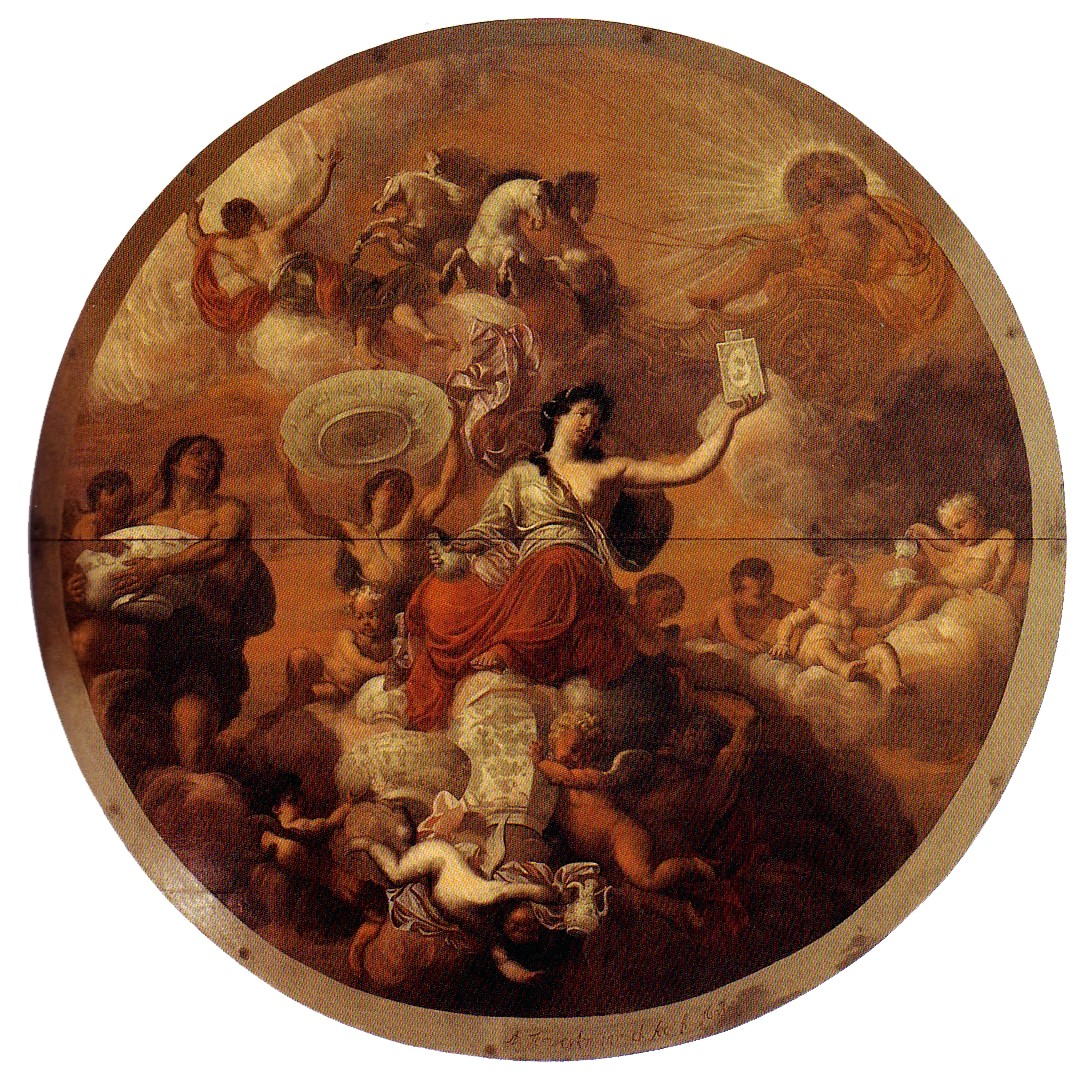
Trionfo delle porcellane in Europa (1697)

Augustinus Terwesten dipinse soprattutto soggetti storici o temi allegorici, spesso ispirati dalle opere di Ovidio, per la decorazione dei soffitti dei palazzi più importanti a L'Aia, Amsterdam e Dordrecht.
Nel 1690 divenne il principale pittore di corte dell'Elettore di Brandeburgo, in seguito Re di Prussia, che lo nominò direttore dell'Accademia delle arti di Prussia a Berlino, istituita sul progetto di quella di Parigi. Essa rappresenta uno dei tanti sforzi effettuati dal governo per creare una scuola d'arte in questa città.
Terwesten eseguì le decorazioni dei palazzi reali con alcune delle sue migliori opere e rimase pittore di corte fino alla sua morte.
Quest'artista possedeva buone capacità inventive e di disegno e rapidità di esecuzione ed utilizzava colori sobri e naturali. Un esempio della sua rapidità di esecuzione ci è fornito da Arnold Houbraken, che recatosi in visita presso Terwesten mentre questi stava affrescando il palazzo del borgomastro van Slingelandt a Dordrecht, notò che in circa due ore a partire da un disegno a matita affrescò il camino, nonostante l'opera consistesse di tre o quattro figure.
Terwesten eseguì anche incisioni a partire da suoi disegni.
Anche i suoi fratelli, Elias e Mattheus, divennero pittori, essendo stati istruiti da Augustinus.

## Opere
- Europa, olio su tela, 1694[7]
- Autoritratto, olio su tela, 1700 c.[8]
- Mercurio e Psiche, 1700 c, Castello di Charlottenburg, Berlino[9]
- Glorificazione della bandiera prussiana, 1703 c. Castello di Berlino, Berlino[10]
- Il ratto di Proserpina e le quattro stagioni, set di 5 dipinti, olio su tela, forma irregolare, 202 x 385 cm, attribuito[11]
- Il ratto di Europa, olio su tela, 97,2 x 123,2 cm[12]
- Ritratto di Madame de Grignan come Ebe con Giove al suo fianco, olio su tela, 174 x 138,5 cm, firmato[13]